# Cassidae
Los cásidos (Cassidae) son una familia de moluscos gasterópodos descrita por Pierre André Latreille (1762-1833) en 1825.

## Lista degéneros
N.B.: Esta lista quizás este incompleta.
- Casmaria H. Adams et A. Adams, 1853.
- Cassis Scopoli, 1777.
- Cypraecassis Stutchbury, 1837.
- Oocorys P. Fischer, 1883.
- Phalium Link, 1807.
- Sconsia Gray, 1847.

- Datos: Q586745
- Multimedia: Cassidae / Q586745
- Especies: Cassidae